# Гавелла, Бранко
Бранко Гавелла (хорв. Branko Gavella 28 июля 1885, Аграм, Австро-Венгрия, ныне Загреб, Хорватия — 8 апреля 1962, там же) — хорватский театральный педагог.

## Жизнеописание
Изучал философию и германистику в Вене. Творческий путь начал с написания театральных рецензий для Загребской газеты Agramer Tagblatt. В 1914 году состоялся его первый опыт режиссуры в Национальном театре (HNK).
Гавелла в это время выступил с призывом создать национальную хорватскую актерскую школу, которая бы не уступала той, что была в Национальном театре (HNK), ставить яркие хорватские спектакли и реализовывать многочисленные постановки национального оперного репертуара. В частности, он особенно настаивал на постановках драматических пьес на тему хорватского исторического наследия.
В послевоенное время — после Второй мировой войны — Бранко Гавелла работал в Братиславе (Словакия), Остраве (Чехия) и Любляне (Словения). Наконец в 1949 году Гавелла вернулся в свой родной Загреб, и в начале 1950-х годов добился превращения Краевой актерской школы (хорв. Zemaljska glumačka škola) в Загребе в Академию театрального искусства (ныне Академия драматического искусства / хорв. Akademija dramske umjetnosti).
В 1953 году Бранко Гавелла положил начало созданию в Загребе драматического театра (ныне драмтеатр Гавелла).
Бранко Гавелла лично срежиссировал более 270 драматических спектаклей, опер и оперетт. Также он является автором важных для хорватского театроведения книг-монографий : «Хорватское актерское искусство» (хорв. Hrvatsko glumište), «Актер и театр» (хорв. Glumac i kazalište) и «Литература и театр» (хорв. Književnost i kazalište).
Бранко Гавелла является одним из крупнейших художников в театре Хорватии. Художник и теоретик, организатор и педагог, режиссёр, переводчик и писатель, чьи жизнь и деятельность определили целую эпоху хорватской культуры, в частности театральной.
Бранко Гавелла был также арбитром на первом матче футбольного первенства на территории нынешней Хорватии — это произошло в сентябре 1912 года во время матча между HŠK Croatia и Tipografski ŠK.